# Roy Fielding
Pour les articles homonymes, voir Fielding.
Roy T. Fielding est un informaticien américain né en 1965 à Laguna Beach dans l’État de Californie, aux États-Unis.

## Biographie
Il a aidé à développer les premiers serveurs Web, puis a fait des recherches sur le fonctionnement du Web. Il est l’un des principaux auteurs de la spécification HTTP. Membre fondateur de la fondation Apache, il est connu pour ses travaux de développement du serveur web Apache.
Son nom est associé au style d’architecture REST, terme qu'il est le premier à utiliser, dans un chapitre de sa thèse de doctorat Architectural Styles and the Design of Network-based Software Architectures,
Il a été directeur de la fondation Apache (1999-2003) et a notamment travaillé pour Day Software (2002-2010), une société californienne rachetée en 2010 par Adobe Systems où il dirige depuis le département recherche et développement. Il avait travaillé dans les années 2000 au développement d’un nouveau protocole, baptisé Waka, lequel n’a toujours pas été soumis au processus de normalisation de l’IETF. Ce projet visait à intégrer au protocole HTTP des fonctionnalités sémantiques et dynamiques inspirées du modèle d’architecture REST.

## Logiciels libres
- Apache HTTP Server, serveur httpd. Cofondateur et l’un des mainteneurs depuis 1995.
- libwww-perl, bibliothèque Perl4 (1994-1995).

## Publications
- (en) Roy Fielding, « Architectural Styles and the Design of Network-based Software Architectures », sur ics.uci.edu, 2000 (consulté le 28 octobre 2014)